# 胡海涛
胡海涛（1923年10月21日－1998年10月31日），四川自贡人，工程地质与环境地质专家。1946年取得中央大学学士学位。担任地质矿产部环境地质所研究员。1994年当选中国工程院首批院士。

## 头衔
- 国际工程地质协会(IAEG)会员
- 中国地质学会理事
- 环境地质专业委员会主任委员、名誉主任委员
- 工程地质专业委员会副主任委员
- 中国水力发电工程学会理事、常务理事
- 中国建筑工程学会工程勘察学术委员会名誉委员
- 中国地质灾害研究会名誉理事、学术委员会主任
- 国务院核环境委员会委员
- 中国科学院工程地质力学开放实验室学术委员会委员
- 地质矿产部水文地质工程地质研究所客座研究员
- 成都水文地质工程地质中心顾问
- 成都地质学院、河北地质学院兼职教授